# Miraflores (ort i Colombia, Guaviare, lat 1,34, long -71,95)
Miraflores är en ort i Colombia.   Den ligger i departementet Guaviare, i den centrala delen av landet, 400 km sydost om huvudstaden Bogotá. Miraflores ligger 209 meter över havet och antalet invånare är 4 864.
Terrängen runt Miraflores är platt.  Trakten runt Miraflores är nära nog obefolkad, med mindre än två invånare per kvadratkilometer. Det finns inga andra samhällen i närheten. I omgivningarna runt Miraflores växer i huvudsak städsegrön lövskog.